# Buckland (Massachusetts)
Buckland é uma vila localizada no condado de Franklin no estado estadounidense de Massachusetts. No Censo de 2010 tinha uma população de 1.902 habitantes e uma densidade populacional de 36,95 pessoas por km². Actualmente vivem aproximadamente 426 pessoas. A cidade compartilha a vila de Shelburne Falls com a vizinha Shelburne. O centro da cidade em Shelburne Falls é o extremo oeste da Ponte das Flores, uma atração turística local.

## Geografia
Buckland encontra-se localizado nas coordenadas 42° 35′ 32″ N, 72° 47′ 19″ O. Segundo o Departamento do Censo dos Estados Unidos, Buckland tem uma superfície total de 51.48 km², da qual 50.94 km² correspondem a terra firme e (1.05%) 0.54 km² é água.

## Demografia
Segundo o censo de 2010, tinha 1.902 pessoas residindo em Buckland. A densidade populacional era de 36,95 hab./km². Dos 1.902 habitantes, Buckland estava composto pelo 97.11% brancos, o 0.26% eram afroamericanos, o 0.21% eram amerindios, o 0.68% eram asiáticos, o 0% eram insulares do Pacífico, o 0.21% eram de outras raças e o 1.52% pertenciam a duas ou mais raças. Do total da população o 1.31% eram hispanos ou latinos de qualquer raça.